# Голосування ногами
Голосува́ння нога́ми — політичне кліше, що описує одну з форм зворотного зв'язку між керованими і керуючими.
Голосування ногами часто відбувається, коли звичайний виборчий процес порушений. Голосування ногами може означати як фактичне переміщення населення з неблагополучної території в більш сприятливу, так і фігуральне переміщення, як приклад, відмова від членства в організації або політичній партії. Це може відноситися і до творів мистецтва, спортивних видовищ тощо — кіноглядач «голосує ногами» — не ходить.
У Росії термін голосувати ногами популяризував В. І. Ленін, коли описував масовий відхід з східного фронту Першої світової війни солдатів Російської імперії в 1918 році як їх голос на користь миру з Німеччиною.
У США цим терміном широко користувався президент Рейган.